# 倉橋部
倉橋部（くらはしべ）は日本の古代伴造氏族の一つである。「倉椅部」、「椋橋部」、「椋椅部」などとも作る。

## 概要
崇峻天皇の皇居であった倉梯柴垣に因む同天皇の名代部とされる地方豪族だが、『新撰姓氏録』には、摂津国の未定雑姓に椋椅部連氏（物部氏の同族）、和泉国の未定雑姓に椋椅部首氏（皇別氏族とする）が現れ、その他、無姓の「くらはしべ」は諸国に分布している。